# 三家漫水库
三家漫水库是中国甘肃省庆阳市境内的一座水库，位于马莲河上，建于1956年。水库正常库容为970万立方米，集雨面积为142平方千米，海拔为1218.66米。